# Masacre de Cannstatt
La masacre de Cannstatt, que tuvo lugar en el año 746, hace referencia al asesinato de la casi totalidad de los nobles del pueblo germánico de los alamanes.
Cannstatt, un antiguo castro, era una de las principales localidades del ducado de Alamania fundado por los merovingios. El carolingio Carlomán, Mayordomo de palacio de Austrasia, convocó en este lugar una asamblea e hizo asesinar a la mayoría de los dirigentes alamánicos bajo el pretexto de que habían participado en la sublevación del duque Teodebaldo (Thibaud) y del duque Odilón I de Baviera.
- Datos: Q651150